# Stazione di Pozuelo
La stazione di Pozuelo è una stazione ferroviaria di Pozuelo de Alarcón, sulla linea Madrid Atocha Cercanías - Pinar de las Rozas.
Forma parte delle linee C7 e C10 delle Cercanías di Madrid.
Si trova lungo calle de la Estación, nel comune di Pozuelo de Alarcón, nella Comunità di Madrid.